# Вєлєнь (потік)
Вєлєнь (пол. Wieleń (potok)) — гірський потік в Польщі, у Тарновському повіті Малопольського воєводства. Ліва притока Дунайця, (басейн Балтійського моря).

## Опис
Довжина потоку 8,97 км, площа басейну водозбору 17,98  км², падіння потоку 159  м, похил потоку 17,73  м/км, найкоротша відстань між витоком і гирлом — 4,08  км, коефіцієнт звивистості потоку — 2,20 . Формується багатьма безіменними струмками.

## Розташування
Бере початок на південно-східній стороні від села Недзьведза на висоті 370 м над рівнем моря. Тече переважно на південний схід через Гвозьдзець, Мельштин і на висоті 211 м над рівнем моря впадає у річку Дунаєць, праву притоку Вісли.

## Цікаві факти
- У пригирловій частині потік перетинає автошлях місцевого значення № 980.
- У селі Мельштин на правому березі потоку на відстані приблизно 537 м розташований Замок у Мельштині.